# Cessna 150

De Cessna 150 is een tweezitstrainingsvliegtuig gebaseerd op de succesvolle Cessna 120/Cessna 140-series die in productie waren sinds 1948. De eerste vlucht was op 12 september 1957. Totaal zijn er tussen 1958 en 1977 23.949 exemplaren gebouwd.
Eind jaren 50 begon Cessna met het ontwikkelen van de Cessna 150. Veel van de ontwerpeigenschappen van de Cessna 172-vierzitter werden in de Cessna 150 verwerkt. In 1959 werd de productie begonnen. Als motor werd gekozen voor de viercilinder luchtgekoelde zuigermotor Continental (Rolls Royce) O-200-A met 100 pk (met 2750 toeren per minuut). Deze O-200 is een populaire en betrouwbare motor, zodoende wordt deze ook veel toegepast op andere vliegtuigen. Doordat er zoveel O-200's in omloop zijn is het dus eenvoudig om aan onderdelen te komen. Dit resulteert weer in een lage kostprijs voor het onderhoud.

## Kenmerken
Net als de Cessna 172 is de Cessna 150 een hoogdekker, zodat de inzittenden een uitstekend uitzicht naar beneden hebben. Doordat de Cessna 150 feitelijk nogal underpowered is (vrij weinig vermogen) vliegt het toestel vaak met een hoge neusstand. Hierdoor is het zicht naar voren vaak minimaal. Zeker als het toestel vol beladen is (twee inzittenden en volle tanks) is er in de klim geen voorwaarts zicht. Zodra het toestel gaat kruisen verbetert het zicht naar voren iets.
De Cessna 150 is een ideaal toestel voor beginnende piloten en wordt dus veel gebruikt als lesvliegtuig. Het toestel is eenvoudig te vliegen en de bestuurder maakt niet gauw brokken. Daarnaast is het verbruik van een Cessna 150 vrij laag (circa 20 liter per uur vliegen).
De Cessna wordt normaal gesproken getankt met AvGas (100LL) (een verbeterde autobenzine) met een loodtoevoeging. Er mag echter ook Mogas getankt worden (autobenzine). Dit geeft echter wel wat beperkingen en mag ook alleen onder bepaalde voorwaarden worden gebruikt. Mogas is behoorlijk goedkoper dan AvGas.
De tanks van de 150 zitten in de vleugels. Aan elke zijde is een tank aanwezig. De meters voor de hoeveelheid in de cockpit zijn echter niet erg betrouwbaar. Zodoende is het raadzaam om telkens vóór vertrek de tankinhoud visueel te controleren. Nog beter is het om het toestel altijd volgetankt weg te zetten (dan is het altijd vol en kan er geen vocht in de tank komen).
Het nadeel van de toegepaste motor in de Cessna 150 is de gevoeligheid voor ijs in de carburateur. Vandaar dat het zeker bij lage powersettings zaak is regelmatig de aanwezigheid hiervan te checken. Boven de 2200 toeren per minuut komt carburateur ijs praktisch niet meer voor. Om eventuele problemen te voorkomen wordt aangeraden om tijdens de kruisvlucht regelmatig de CVV (carburateur voor-verwarming) aan te zetten om zodoende eventueel opbouwend ijs te verwijderen.
Net als de Cessna 172 is de 150 voorzien van een "Land-O-Matic"-landingsgestel. Dit houdt in dat het toestel eenvoudig is te landen. Dit in tegenstelling tot de staartwielvliegtuigen die vóór de Cessna 150 veel werden gebruikt door vliegscholen en clubs (bijvoorbeeld Piper Cubs). Er zijn trouwens wel Cessna 150's voorzien van een staartwiel-conversie.
Naast dit landingsgestel is de 150 voorzien van "Para-Lift"-flaps die vanaf 1967 (vanaf model "G" ook elektrisch bediend konden worden. Door gebruik van deze flaps kunnen steilere en langzamere naderingen en landingen worden uitgevoerd. Dit vereenvoudigt het landen en is tevens veiliger. Ook deze flaps paste Cessna al eerder toe op de Cessna 172.
De "Omni-Vision"-windows (eveneens overgenomen van de Cessna 172) gaven inderdaad een goed zicht. Dit echter niet tijdens de klim, dan wel kruisvlucht met lage powersetting (langzaam vliegen).
In 1970 kwam er ook een Aerobat-versie op de markt (A150). Dit model was verstevigd zodat er manoeuvres gemaakt mochten worden van +6G en -3G. Vrij veel manoeuvres mogen dus legaal gevlogen worden met deze Aerobat-versie.
In 1977 werd de laatste '150' gemaakt, dit was het "M"-model. In dit model werd een grotere staart geleverd en was een "Commuter II"-optie mogelijk met een uitgebreider instrumentarium. Ook had deze "M"-versie een flapschakelaar met vaste standen. Dit geeft een enorm gemak tijdens de landing en waarbij men dus niet meer de flapschakelaar vast moet houden en aftellen, totdat de gewenste stand bereikt was (die ook weer visueel gecheckt moet worden middels een meter boven de linker deur), maar kan gewoon de gewenste stand geklikt worden.

## Opvolger
Na dit model werd de Cessna 150 vervangen door de Cessna 152 die voorzien was door een Lycoming-motor. Deze Lycoming viercilindermotor had meer vermogen (circa 110 pk) en hiermee kon dus onder andere met lagere neusstanden gevlogen worden (meer voorwaarts zicht). Uiterlijk ziet de C152 er vrijwel identiek uit. Het verschil is eenvoudig te herkennen aan de uitlaat: bij de Cessna 150 zitten er twee uitlaten onder de motor, de Cessna 152 heeft er slechts een. Ook heeft de Cessna 152 een "bobbeltje" boven op de cowling waarbij de Cessna 150 wat "platter" is.

## Cessna Reims
Bijna 2000 150's zijn er in licentie gebouwd in Reims (Frankrijk). Deze vliegtuigen hebben een F-toevoeging vóór de 150, bijvoorbeeld F150L. Omdat het in Europa vaak vochtiger is dan in de Verenigde Staten werden deze vliegtuigen in de fabriek al inwendig gespoten om roestvorming tegen te gaan. In Amerika was dit niet standaard. Een klein aantal Aerobats dat in Reims is geproduceerd is uitgevoerd met een Rolls Royce O-240-motor (130pk).
In totaal zijn bijna 24.000 toestellen gefabriceerd. Een groot aantal hiervan vliegt nog steeds rond. De "all metal"-constructie is erg degelijk, vandaar dat de levensduur erg lang is. Tot op heden is de waarde van de Cessna 150 met de inflatie meegegaan. Een goed onderhouden Cessna 150 brengt met gemak 30.000 euro op.

## Trivia
- De Fransman Michel Lotito at tussen 1978 en 1980 een complete Cessna 150 op.